# عه دل مشکل (ترانه)
"عه دل مشکل" یا قلب سخت (انگلیسی: " Ae Dil Hai Mushkil) نام یکی از آهنگ‌های آلبوم موسیقی متن فیلم قلب سخت می‌باشد که توسط آرجیت سینگ خوانده و توسط رانبیر کاپور در فیلم اجرا شد. این آهنگ جوایز متعددی نیز به دست آورد. در ابتدا قرار بود که کاران جوهر نام فیلمش را Ae Dil بگذارد که پس از شنیدن این آهنگ تصمیم به آن گرفت نام فیلمش را به Ae Dil Hai Mushkil تغییر دهد.

## انتشار
این آهنگ توسط کمپانی موسیقی سونی هند در ۳۰ اوت ۲۰۱۶ منتشر شد.

## جوایز
| سال  | مراسم اهدای جایزه            | دسته                        | گیرنده                                | منابع |
| ---- | ---------------------------- | --------------------------- | ------------------------------------- | ----- |
| ۲۰۱۶ | Screen Awards                | بهترین ترانه‌سرا             | آمیتاب بهاتاچریا                      | [ ۱ ] |
| ۲۰۱۷ | Mirchi Music Awards          | خواننده مرد سال             | آرجیت سینگ                            | [ ۲ ] |
| ۲۰۱۷ | جوایز فیلم فیر               | بهترین خواننده مرد          | آرجیت سینگ                            | [ ۳ ] |
| ۲۰۱۷ | Zee Cine Awards              | بهترین خواننده (مرد)        | آرجیت سینگ                            | [ ۴ ] |
| ۲۰۱۷ | BIG Zee Entertainment Awards | سرگرم‌کننده‌ترین آهنگ         | آمیتاب بهاتاچریا، پریتام و آرجیت سینگ | [ ۵ ] |
| ۲۰۱۷ | MT20Jubilee Awards           | دیسک طلایی (پلاتینیوم دیسک) | آمیتاب بهاتاچریا، پریتام و آرجیت سینگ | [ ۶ ] |